# 頸肩腕症候群
頸肩腕症候群（けいけんわんしょうこうぐん、英: cervico-omo-brachial syndrome）は、首筋から肩・腕にかけての異常を主訴とする整形外科的症候群の一つである。肩腕症候群（けんわんしょうこうぐん）、頸腕症候群（けいわんしょうこうぐん）などともいう。
作業関連筋骨格系障害（Work related musculoskeletal disorders）とも。

## 原因
広義の頸肩腕症候群は、首（頸部）から肩・腕・背部などにかけての痛み・異常感覚（しびれ感など）を訴える全ての症例を含む。この中で、他の整形外科的疾患（たとえば変形性頸椎症、頸椎椎間板ヘルニア、胸郭出口症候群など）を除外した、検査などで病因が確定できないものを（狭義の）頸肩腕症候群と呼ぶ。
狭義の頸肩腕症候群は座業労働やストレスを原因とする場合が多い。かつてキーパンチャー病と呼ばれたものもこの一種であり、現在OA病あるいはパソコン症候群と呼ばれる一連の症状もこの範疇に入る。若年層から起こり、男性より女性のほうがかかりやすいとされている。
職業によって罹患した際は、頸肩腕障害と呼応され、比較的軽度の人から重度の人まで幅広い。
頸肩腕症候群であることではなく、その重症度が問題の疾患である。
最近の研究で、重症難治化した頸肩腕症候群の多くは線維筋痛症の容態を示すことが多いことも分かってきた。

## 出現しやすい症状・障害
首筋（僧帽筋や胸鎖乳突筋）、肩、上背部、腕にかけてのこりや痛み、しびれなどで、感覚障害や運動障害を伴うこともある。目の痛みや疲れ、風邪や花粉症などによる鼻の異常、むし歯や歯周病などが、引き金になったり症状を増長させたりすることもある。また、頭痛・めまい・耳鳴りなどの一般症状をはじめ、集中困難・思考減退・情緒不安定・抑うつ症状、睡眠障害等の精神症状、レイノー現象や冷え等の末梢循環障害、倦怠感、最大握力・維持筋力の低下、動悸、微熱ドライマウス等自律神経失調症状、胃腸障害、月経困難、半身感覚障害、天候による症状の増悪など多岐にわたる事もあり、必ずしも症状が上肢だけに限定されるものではない。

## 治療法

### 西洋医学による治療
広義の頸肩腕症候群のうち、他の病名で説明できるものは、それぞれの疾患の項目を参照のこと。
狭義の頸肩腕症候群に対しては、基本的には対症療法が行われる。
- 薬物療法 - 非ステロイド性抗炎症薬、筋弛緩薬、ノイロトロピン、精神的要因が強い場合は抗不安薬など。筋弛緩と抗不安の両方の作用を持つエチゾラムが使われることがある。
- 理学療法 - 温熱療法、牽引療法など。

### 東洋医学による治療
脈が浮、実であれば、葛根湯が効くことがある。
鍼も効果があることが認められており、五十肩、腰痛、外傷性頸部症候群などとともに健康保険で鍼灸治療が受けられる疾患の一つになっている。
治療には、天柱穴、風池穴、肩井穴、曲池穴、合谷穴抔の首から腕にかけての経穴が多く用いられるが、全身症状や五臓六腑の虚実を確かめながら、取穴しなければならない。

### 頸肩腕症候群の患者を診察する医療機関
頸肩腕症候群は、整形外科の病気であるのにもかかわらず、心療内科へ紹介されるケースが非常に多い。この病気を理解している、経験豊富な医師がいないクリニックでは、この病気の診察は難しい。
精神安定剤などの処方を伴い、長い期間、患者と向き合うことができるのは、本当にこの病気を理解している医師だけである。また、この病気の患者の多くは、医療機関をたらい回しにされ医療不信になっていたりする。
たらい回しにされる理由は、医療者におけるそもそもの病気の認知度の低さに加え、
MRIやレントゲン検査では発見出来ず、検査所見が少なく診断や立証の困難さにある。
近似疾患の慢性疲労症候群や繊維筋痛症、膠原病を疑い検査に行った過程で頚肩腕症候群であることが判明する事もある。
近年では、数年以上の療養を余儀なくされる重症罹患者の存在もあり、中枢神経系を介して症状が全身に広がり、
慢性疲労や疼痛、筋力低下が引き起こさせるのではないかと考えられるため、脳からの神経伝達の異常によって生じる筋疾患とそれに付随する全身症状を診断する神経内科の方が専門性が強いと思われる。
つまり、過度の脳疲労の蓄積によって生じる病気とも考えられる。